# Hyla arborea
La ranita de San Antonio (Hyla arborea) es una pequeña rana arborícola del género Hyla de unos 4,5 a 5 cm de longitud. Su piel debe estar siempre húmeda y se alimenta de insectos. Es el representante por excelencia de los hílidos en Europa, distribuyéndose por Europa central y meridional, y por las zonas colindantes de Asia y África. Dado que la intensidad de su canto depende de la humedad ambiental, se la considera un higrómetro biológico.

## Descripción
Son anfibios de pequeño tamaño, de no más de 5 cm. Presenta un cuerpo ovalado, cabeza ancha y ojos grandes, prominentes de iris dorado. Fácilmente reconocibles por el intenso color verde brillante, aunque, dependiendo de su entorno, son capaces de cambiar su color del verde hasta el pardo, el azul y hasta amarillo. A veces se puede encontrar con manchas. Poseen unas líneas que van del marrón al negro dibujadas a lo largo de los costados de forma irregular y extendidas en manchas más marrones. Sus extremidades esbeltas y los dedos provistos de ventosas, adaptadas a sus hábitos trepadores, les permiten subir fácilmente por la vegetación y mantenerse sobre las hojas más lustrosas, siendo uno de los caracteres que las separan de las ranas típicas, de fuertes ancas traseras adaptadas al salto. El macho presenta un gran saco vocal que infla bajo la mandíbula al realizar su llamada y desarrolla durante el periodo nupcial pequeñas rugosidades en el primer dedo de las extremidades anteriores que le ayudarán a sujetarse a la hembra durante el amplexo.

## Hábitat y distribución
Vive en territorios con agua permanente, donde abunda la vegetación a los márgenes de charcas, lagunas o ríos de corrientes lentas. Frecuenta preferiblemente árboles, matorrales y otras vegetaciones densas que le permitan camuflarse y que además estén próximas al agua. Es de actividad principalmente nocturna y crepuscular. Presente en las zonas mediterráneas europeas. Ampliamente distribuida por Europa, desde Ucrania y Bielorrusia, hasta los Balcanes, Creta, Italia, Benelux y Francia. Compartiendo territorio, dentro de la península ibérica, habita una especie muy similar, cuyo nombre es Hyla molleri, igualmente denominada ranita de San Antonio.

## Reproducción
El periodo reproductor de esta ranita comienza con la primavera, utilizando charcas o riberas fluviales de aguas dulces y con abundante vegetación. 
Los machos atraen a las hembras con su potente canto, hinchando el saco vocal que llega a adquirir un tamaño mayor que el de la cabeza.
Como en el resto de especies de ranas, el apareamiento tiene lugar una vez el macho haya conseguido atraer a una hembra con su llamada y durante la noche. La hembra deposita paquetes con alrededor de mil huevos, los cuales son fecundados externamente por el macho, realizando el denominado amplexo axilar.